# Wipsnavelkraai

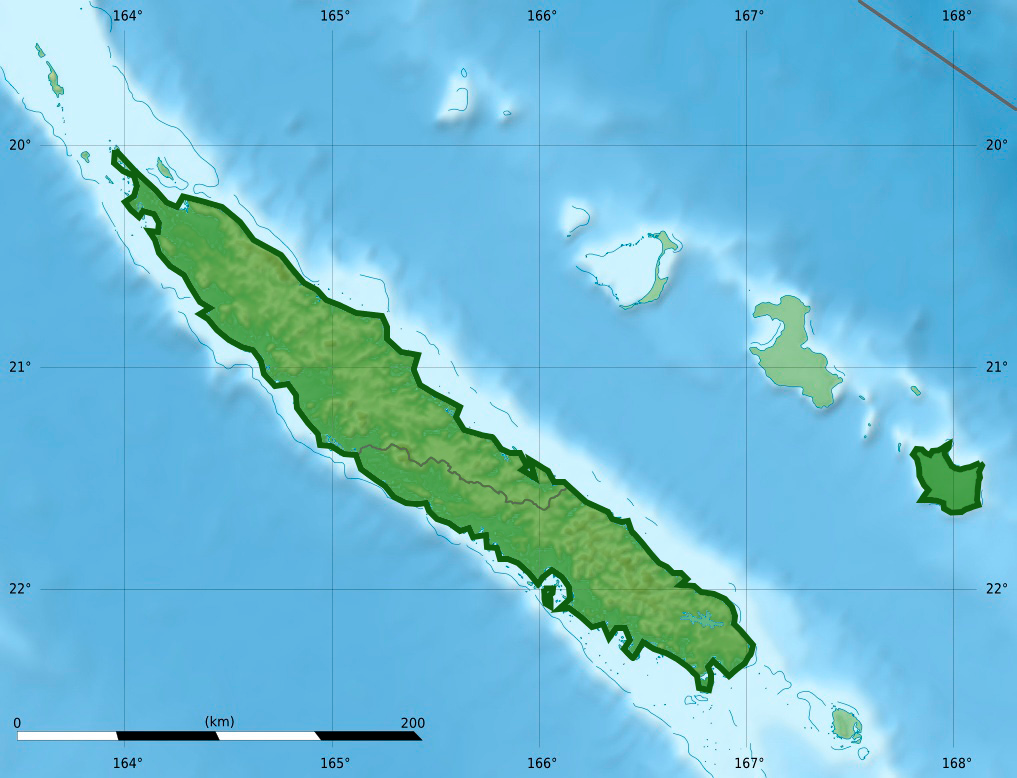
Verspreidingsgebied van de wipsnavelkraai

De wipsnavelkraai ook wel Nieuw-Caledonische kraai (Corvus moneduloides) behoort tot de familie van de kraaiachtigen. De vogel werd in 1830 door de Franse natuuronderzoeker René Primevère Lesson geldig beschreven. Het is een endemische vogelsoort in Nieuw-Caledonië en de Loyaliteitseilanden. De vogel is bekend om zijn gebruik van gereedschappen en is vaak het onderwerp van ethologische studies aan het proces van inzichtelijk leren bij dieren.

## Kenmerken
De vogel is 40 tot 43 cm lang en iets kleiner dan de in Europa voorkomende zwarte kraai, maar groter dan de kauw. De vogel is geheel glanzend zwart, met een relatief lange staart en een korte beitelvormige zwarte snavel. Het oog is donkerbruin en de poten zijn zwart. Er is weinig verschil tussen het mannetje en het vrouwtje, het mannetje is gemiddeld groter.

## Verspreiding en leefgebied
Deze soort komt voor op het eiland Grande Terre in Nieuw-Caledonië en is geïntroduceerd op het eiland Maré (een van de Loyaliteitseilanden). Het leefgebied bestaat uit zowel bos als savanne als agrarisch landschap. De vogel is een alleseter die foerageert op insecten, maar ook op vruchten, noten, zaden, kleine vogels, eieren, slakken en wat verder eetbaar is. De vogel vertoont intelligent gedrag bij het zoeken naar voedsel, zo laat hij noten vallen op harde ondergrond en gebruikt de vogel gereedschap dat eerst geschikt gemaakt wordt om prooien te peuteren uit moeilijk bereikbare plaatsen.

## Intelligent gedrag

### Observaties in het leefgebied
Al heel lang is bekend dat er diverse vogelsoorten zijn die gereedschap gebruiken zoals de spechtvink. Van nog meer soorten is bekend dat ze schelpen, botten of noten openmaken door ze vliegend op een harde ondergrond te laten vallen (kraaien, meeuwen, lammergier). Een speciale studie van dit soort gedrag bij de wipsnavelkraai dateert al uit 1972. Vooral na de eeuwwisseling nam het aantal onderzoeken aan deze kraai in hoog tempo toe.
Uit onderzoek verricht door Nieuw-Zeelandse onderzoekers van de afdeling Psychologie van de Universiteit van Auckland bij wilde wipsnavelkraaien in hun natuurlijke leefomgeving bleek dat deze kraaien gereedschappen gebruiken die ze eerst bewerken. Van takken werden zorgvuldig de zijtakjes verwijderd waardoor een instrument ontstond waarmee insecten kunnen worden opgeprikt. Verder maakten ze gereedschap van de bladeren van de pandanus (diverse soorten schroefpalmen). Voor verschillende doeleinden scheurden ze smalle of bredere reepjes van de bladrand af waarop stekels zitten. Smalle repen waren ongeveer 0,2 cm breed en 23 cm lang, de brede repen 14 bij 0,5 cm. Het maken van speciaal gereedschap en daarna pas gebruiken wijst op een hoog niveau van cognitief functioneren. De wipsnavelkraai is tot nu toe het enige dier dat niet tot de primaten (apen en halfapen) behoort dat er blijk van geeft zelf gereedschap te hebben "uitgevonden" en de kennis daarvan doorgeeft aan soortgenoten binnen de groep, wat wijst op inzichtelijk leren.

### Onderzoek in het laboratorium
Bij onderzoek in het laboratorium door een team van onderzoekers van de Universiteit van Oxford, bleek dat de kraaien in staat waren ijzerdraad te buigen tot handige haakjes. Hiermee konden ze naar anders onbereikbaar voedsel "hengelen". Ook bleken ze in staat om een serie handelingen in een bepaalde volgorde uit te voeren om voedsel te bereiken. In video-opnamen S1 is te zien hoe de kraai "Betty" eerst een middellang stokje uit een buis haalt en daarmee uit een tweede buis het (anders onbereikbare) langere stokje haalt en dat gebruikt om uit een derde buis een stokje met de juiste lengte te trekken om daarmee uit de vierde buis een voedselhapje te halen. In video S2 is een wipsnavelkraai met de naam "Pierre" te zien. Hij probeert met een middellang stokje (dat in de kooi makkelijk te pakken is) eerst bij het voedsel in de voedselbuis te komen, dat lukt niet. Dan gebruikt hij het stokje om een langer stokje uit een andere buis te halen, maar ook dat mislukt. Hij vliegt weg, maar komt later terug met een zelf gevonden takje uit zijn volière en peutert daarmee het lange stokje tevoorschijn waarmee hij vervolgens het voedselhapje uit de voedselbuis haalt.
- Video S1. Werktuiggebruik bij de wipsnavelkraai. Hier is te zien hoe de kraai "Betty" eerst een middellang stokje uit een buis haalt en daarmee uit een andere buis het (anders onbereikbare) lange stokje haalt en dat gebruikt ze om uit een derde buis een stokje met de juiste lengte op te pikken om daarmee het voedselhapje op te halen uit een vierde buis.
- Video S2. Hier is te zien hoe "Pierre" probeert met een middellang stokje bij het voedsel in de voedselbuis te komen, dat mislukt. Dan gebruikt hij het stokje om een langer stokje uit een andere buis te halen; ook dat mislukt. Hij vliegt weg, maar komt later terug met een zelf gevonden takje uit zijn volière en peutert daarmee het lange stokje tevoorschijn waarmee hij vervolgens het voedselhapje uit de voedselbuis haalt.

De onderzoekers noemen dit meta-tool use, dus het gebruiken van gereedschap om ander gereedschap te maken dat geschikt is voor het doel dat het dier wil bereiken. Dit wijst op ingewikkelde cognitieve vermogens waarvan lang werd gedacht dat die alleen bij aan de mens verwante dieren zoals mensapen voorkwamen.
Vogels zijn zeer verre verwanten van de mens. De gemeenschappelijke voorouder van vogels en zoogdieren leefden in het Midden-Carboon (315 miljoen jaar geleden) toen de synapsiden (voorouders van de zoogdieren) zich afsplitsten van de sauropsiden (voorouders van de dinosauriërs en vogels). De gemeenschappelijke voorouder van de mens en de mensapen leefde 18 miljoen jaar geleden. De hier genoemde onderzoeken zijn beslist niet de enige. Ook de Nieuw-Zeelandse onderzoekers hebben verder onderzoek aan deze kraai verricht in het laboratorium. Wie op Internet de zoektermen Corvus moneduloides en tool use gebruikt stuit op tientallen, mogelijk meer dan honderd wetenschappelijke artikelen over dit onderwerp.

## Status
De wipsnavelkraai heeft een beperkt verspreidingsgebied, maar komt binnen dit gebied nog algemeen voor. Om deze redenen staat de vogel als niet bedreigd op de Rode Lijst van de IUCN.